# Оксидат ВЖС
Оксидат ВЖС (рос. оксидант ВЖС; англ. oxidant ВЖС; нім. Oxydat m ВЖС, Oxidationsprodukt n ВЖС) – ефективний піногасник розчинів, аналогічний парафіну окисненому. Добре гасить піну в хлоркальцієвих розчинах; постачається в цистернах та бочках.